# Nomaua arborea
Nomaua arborea är en spindelart som beskrevs av Forster 1990. Nomaua arborea ingår i släktet Nomaua och familjen Synotaxidae. Inga underarter finns listade i Catalogue of Life.